# Protesty w Kazachstanie (2022)
     Kazachstan
     Kraje Organizacji Układu o Bezpieczeństwie Zbiorowym, które wysłały swoje wojska do Kazachstanu
Protesty w Kazachstanie lub powstanie w Kazachstanie – protesty spowodowane nagłym wzrostem cen gazu LPG w Kazachstanie, rozpoczęte 2 stycznia 2022. W czasie protestów dochodziło do zamieszek i starć z policją. W kraju na prośbę władz interweniowały siły Organizacji Układu o Bezpieczeństwie Zbiorowym. Według kazachskiej prokuratury generalnej w czasie protestów zginęło 225 osób; 19 zabitych to funkcjonariusze struktur siłowych.

## Przebieg
Demonstracje rozpoczęły się 2 stycznia w mieście Żangaözen, ale szybko rozprzestrzeniły się na inne miasta kraju, w tym również na największe miasto Ałmaty i stolicę kraju Nur-Sułtan. Dochodziło do starć z policją i szturmów na budynki administracji publicznej, w niektórych przypadkach funkcjonariusze mieli odmawiać użycia przemocy i przechodzili na stronę protestujących. Żądania protestujących obejmowały zarówno postulaty ekonomiczne (obniżenie cen gazu), jak i polityczne (odejście Nursułtana Nazarbajewa z polityki). W odpowiedzi na protesty prezydent Kazachstanu Kasym-Żomart Tokajew wprowadził stan wyjątkowy w obwodzie mangystauskim i Ałmaty, który wszedł w życie z dniem 5 stycznia. Tego samego dnia rząd Askara Mamina podał się do dymisji. W nocy z 4 na 5 stycznia prezydent Kazachstanu wprowadził godzinę policyjną obowiązującą od godziny 23 do 7 rano na obszarze obwodu mangystauskiego i Ałmaty, która obowiązuje do 19 stycznia. 5 stycznia Kasym-Żomart Tokajew przejął funkcję przewodniczącego kazachskiej Rady Bezpieczeństwa od Nursułtana Nazarbajewa. 5 stycznia rozszerzono stan wyjątkowy na terytorium całego Kazachstanu. Po apelu prezydenta Kasyma-Żomarta Tokajewa 6 stycznia do kraju wkroczyły pierwsze wojska krajów członkowskich Organizacji Układu o Bezpieczeństwie Zbiorowym. 7 stycznia prezydent Kazachstanu poinformował, że wydał armii i organom ochrony prawa rozkaz strzelania bez ostrzeżenia do protestujących. 11 stycznia prezydent Kazachstanu w przemówieniu stwierdził, że porządek w kraju został przywrócony.

## Następstwa
Z uwagi na obowiązywanie stanu wyjątkowego zawieszono rozgrywki kazachskiej ligi hokeja na lodzie. 5 stycznia 2022 do dymisji poddał się premier Kazachstanu Askar Mamin. 10 stycznia tego samego roku został ogłoszony dniem żałoby narodowej.
Prezydent Tokajew zapowiedział reformę konstytucyjną mającą na celu „utrwalenie zdecydowanego przejścia od superprezydenckiej struktury rządowej do republiki prezydenckiej z silnym parlamentem i rządem”. Referendum w sprawie poprawek do Konstytucji odbyło się 5 czerwca 2022 roku. Większość głosujących (77,18%) opowiedziała się za poprawkami.